# Lo Blau (Roca Grossa Moletans)
Lo Blau és una muntanya de 841 metres que es troba al municipi d'Arnes, a la comarca de la Terra Alta.
Aquest cim està inclòs al llistat dels 100 cims de la FEEC.